# Georgios Pikis
Georgios Pikis (griechisch Γεώργιος Πίκης, häufig Georghios Pikis transkribiert, * 22. Januar 1939 in Larnaka) ist ein Jurist aus Zypern. Er fungierte ab 1981 als Richter und ab 1995 als Präsident am Verfassungsgericht der Republik Zypern sowie von 2003 bis 2009 als Richter am Internationalen Strafgerichtshof in Den Haag.

## Leben
Georgios Pikis wurde 1939 in Larnaka geboren und absolvierte seine juristische Ausbildung an der University of London, an der er 1960 einen LL.B.-Abschluss erwarb. Nachdem er ein Jahr später seine Zulassung als Barrister-at-Law durch die englische Anwaltskammer Gray’s Inn erhalten hatte, praktizierte er in seinem Heimatland bis 1966 als Rechtsanwalt. Von 1966 bis 1972 fungierte er dann als Richter und von 1972 bis 1981 als Präsident an einem Bezirksgericht in der Republik Zypern.
Ab 1981 wirkte er als Richter am Verfassungsgericht der Republik Zypern, dem er ab 1995 als Präsident vorstand. Im Februar 2003 wurde er zum Richter am neu entstandenen Internationalen Strafgerichtshof gewählt, dem er für eine sechsjährige Amtszeit von 2003 bis 2009 angehörte. Seine Wahl erfolgte dabei über die Vorschlagsliste A für Kandidaten mit ausgewiesener Kompetenz im Bereich des Straf- und Strafprozessrechts. Am Gerichtshof gehörte er der Berufungsabteilung an.
Darüber hinaus fungierte Georgios Pikis in den Jahren 1993 und 1997 als Ad-hoc-Richter am Europäischen Gerichtshof für Menschenrechte. Neben seinem richterlichen Wirken war er von 1996 bis 1998 als Mitglied des UN-Ausschusses gegen Folter tätig.

## Werke (Auswahl)
- Criminal Procedure in Cyprus. Nikosia 1975 (als Mitautor)
- Sentencing in Cyprus. Nikosia 1978, zweite Auflage 2007
- Constitutionalism – Human Rights – Separation of Powers: The Cyprus Precedent. Leiden und Boston 2006